# Social Credit Party of Alberta
De Social Credit Party of Alberta is een politieke partij in de Canadese provincie Alberta.
De partijideologie is gebaseerd op de Social Credit theorie van de Britse ingenieur en econoom C. H. Douglas en is conservatief-Christelijk van aard. In Alberta was William Aberhart een van de grondleggers van de partij die in 1935 tot haar eigen verrassing de provinciale verkiezingen won waarna Aberhart de premier van Alberta werd. Ernest Manning was de meest succesvolle leider van de Socreds zoals de bijnaam van de partij luidt en hij loodste de partij naar 7 opeenvolgende verkiezingsoverwinningen, laatstelijk in 1967.
Bij provinciale verkiezingen in 1971 kwam er een einde aan de greep van de partij op de macht in Alberta. De rol van oppositiepartij viel de Socreds slecht en bij opeenvolgende verkiezingen leverde de partij stemmen en zetels in om na 1982 geheel uit het parlement van Alberta te verdwijnen.